# Nationale Democratische Partij van Tibet
De Nationale Democratische Partij van Tibet (National Democratic Party of Tibet, NDPT) (Tibetaans:བོད་རྒྱལ་ཡོངས་རྒྱལ་ཡོངས་དམངས་གཙོ་ཚོགས་པ་), is de eerste democratische politieke partij in de geschiedenis van Tibet, de Tibetaanse Autonome Regio en de Tibetaanse gemeenschappen in ballingschap. De partij werd op 4 september 1994 opgericht door het Tibetaans Jeugdcongres, de grootste Tibetaanse niet-gouvernementele organisatie.
Het idee van de oprichting van een politieke partij komt voort uit de vergadering van het Tibetaans Jeugdcongres in augustus 1990 die werd voorgezeten door Tenzin Gyatso (de huidige dalai lama). Tijdens deze vergadering raadde hij het Tibetaans Jeugdcongres aan een politieke partij op te richten.
Het politieke programma van de NDPT kent onder andere de volgende punten:
- Bevordering van de waarden vrijheid, rechtvaardigheid en solidariteit
- Vestiging van een politieke en sociale orde waarin de rechten van iedereen worden gerespecteerd in alle gelederen van het leven
- Verbod van discriminatie op basis van sociale klasse, sekse, seksuele geaardheid, leeftijd, etnische identiteit en geloof
- Terugave van de waardigheid aan het volk en het beëindigen van het gebrek aan kennis, onrechtvaardigheid en ecologische rampen
- Verdediging van de democratie
- Bevorderen van vrede in de wereld
- Bepaling van het recht op fatsoenlijk werk
- Vestiging van een verzorgingsstaat